# Скоморохский сельский совет
Скоморохский сельский совет (укр. Скомороська сільська рада) — входит в состав
Бучачского района
Тернопольской области
Украины.
Административный центр сельского совета находится в 
с. Скоморохи.

## История
- 1992 — дата образования.

## Населённые пункты совета
- с. Скоморохи